# Saison 2024-2025 de l'ASM Clermont Auvergne
Lors de la saison 2024-2025 de l'ASM Clermont Auvergne, le club évolue en Top 14, Champions Cup et en Supersevens.

## Résumé de la saison précédente
Lors de la saison 2023-2024, l'ASM Clermont Auvergne réalise une nouvelle saison mitigée avec une huitième place obtenue synonyme de non-qualification en phases finales du Top 14 pour la troisième année consécutive. Toutefois, cette huitième place en championnat permet à l'ASM de se qualifier pour la Champions Cup 2024-2025,.
En Challenge Cup, l'ASM Clermont est éliminée au stade des demi-finales par le futur vainqueur de la compétition, les Sharks.
En Supersevens, l'ASM Clermont termine la saison à la troisième place, son meilleur classement depuis la création de la compétition.

## Transferts et prolongations

### Départs d'avant-saison et prêt
Concernant les départs, l'ASM Clermont Auvergne voit de nombreux joueurs passés par le centre de formation du club quitter le club. Au niveau des avants, le premier départ annoncé est celui de Paul Jedrasiak après treize années au club, il rejoint le Castres olympique. Plusieurs piliers quittent le club : Giorgi Beria est recruté par l'USA Perpignan, entraîné par l'ancien entraîneur de l'ASM Clermont Franck Azéma ; Daniel Bibi Biziwu rejoint la Section paloise ; Henzo Kiteau rejoint le CA Brive, en Pro D2, où il retrouve Benjamin Boudou prêté la saison dernière et qui s'est finalement engagé définitivement avec le club briviste. Au poste de talonneur, Yohan Beheregaray quitte le club et rejoint le Biarritz olympique en Pro D2. Toute comme les jeunes talonneurs des espoirs Robin Couly, qui a fait quelques apparitions avec l'équipe professionnelle la saison passée, n'est également pas conservé et rejoint le Racing 92,, ; et Jean-Maxence Jules-Rosette, apparu à sept reprises en équipe première en deux saisons, fait son départ du club et rejoint l'USON Nevers en Pro D2.
Concernant les arrières passés par le centre de formation, Thomas Rozière, ailier/arrière, est annoncé officiellement au Valence Romans DR, en Pro D2, pour la saison 2024-2025. Le demi de mêlée Kévin Viallard, de retour de prêt avec le Stade montois, est à nouveau prêté pour la saison à Provence Rugby en Pro D2. De plus, le demi d'ouverture Gabin Michet, prêté durant la saison 2023-2024 à l'US Carcassonne, ne fait pas son retour au club et prolonge son contrat avec le club audois jusqu'en 2026.
Pour les autres joueurs, Rabah Slimani signe pour la province irlandaise du Leinster, Chris Gabriel, prêté depuis le mois de février par l'ASM, rejoint définitivement l'USON Nevers, Tomás Lavanini signe au Lyon OU, Jules Plisson rejoint le club de Provence Rugby, le centre Julien Hériteau signe au FC Grenoble,. L'ailier Marvin O'Connor prend sa retraite.
Côté espoirs, l'équipe géorgienne du Black Lion annonce le recrutement du demi de mêlée international géorgien Davit Khuroshvili. Les troisièmes lignes apparus avec les professionnels à quelques reprises, Cyriac Guilly, Hugo Sarrasin et Yoni Tuataane font également leur départ respectif vers l'US Tyrosse, le Stade niçois et le Biarritz olympique.
De plus, Christophe Urios annonce également les prêts de Giorgi Dzmanashvili au Biarritz olympique et de Viliame Tutuvuli au Stade aurillacois. Toutefois, Tutuvuli ne rejoint finalement pas le club cantalien. Finalement, Tutuvuli est prêté début décembre à l'US Dax en Pro D2 pour le reste de la saison. Début janvier, le jeune espoir italien François Carlo Mey est prêté pour le reste de la saison au Soyaux Angoulême XV en Pro D2.

### Retour de prêt et arrivées pour la saison
Au niveau des arrivées, le troisième ligne polyvalent du Racing 92 Anthime Hemery s'est engagé pour l'ASM Clermont pour la saison 2024-2025 mais il fait son arrivée de manière anticipée à partir du mois d'avril 2024 en tant que joker médical de Pierre Fouyssac pour la fin de saison,,.
Pour les autres recrues, l'ASM Clermont officialise les venues de neuf nouveaux joueurs, dont les piliers Michael Alaalatoa, Sacha Lotrian, Giorgi Akhaladze et Régis Montagne, le talonneur Barnabé Massa, deux deuxièmes ligne : Thomas Ceyte et Oskar Rixen ; un centre/ailier Lucas Tauzin et l'arrière Kylan Hamdaoui notamment passé par le centre de formation du club durant sa jeunesse,.
De plus, le deuxième ligne Samuel M'Foudi fait son retour de prêt de l'USA Perpignan.
Dans l'encadrement technique, Vincent Giacobbi fait son arrivée en tant que directeur de la performance après avoir officié pendant huit ans au Castres olympique, dont les années avec Christophe Urios. Théophile Barrière arrive en provenance du Lyon OU pour renforcer également le secteur de la préparation physique. Au niveau analyse vidéo, Gaspard Teulet et Hugo Chartoire, travaillant déjà avec l'ASM Romagnat renforce ce domaine.

### Prolongations
Courant octobre 2024, l'entraîneur Christophe Urios signe une prolongation de contrat le liant désormais jusqu'en 2027, ainsi qu'une année supplémentaire en option, avec le club.
Le 7 décembre, le club clermontois annonce les prolongations de quatre joueurs : Joris Jurand, Thibaud Lanen et Pita Gus Sowakula prolongent jusqu'en 2027 tandis que Rob Simmons signe un nouveau contrat le liant jusqu'en 2026 ; tous les joueurs disposent également d'une année supplémentaire dans leur nouveau contrat,. Le 26 décembre, l'ASM annonce la prolongation de contrat de Marcos Kremer jusqu'en 2028.
Le 14 février, Bautista Delguy prolonge jusqu'en 2028 avec l'ASM Clermont. Deux jours plus tard, il est annoncé que Léon Darricarrère signe son premier contrat professionnel jusqu'en 2027, avec une année supplémentaire en option.
Le 21 avril, le club annonce la prolongation du capitain des espoirs, Antoine Chalus-Cercy apparu avec les professionnels cette saison, pour une durée de trois années, dont une sous contrat espoir et deux en contrat professionnel. Trois jours plus tard, la prolongation jusqu'en 2027, avec un an en option, de Folau Fainga'a est officialisée.
En mai, les deux entraîneurs adjoints, Frédéric Charrier et Julien Laïrle, signent une prolongation de contrat jusqu'en 2027.

## Récit de la saison 2024-2025

### Pré-saison et matchs amicaux
La saison 2024-2025 de l'ASM Clermont Auvergne commence avec le retour des joueurs à l'entraînement dès le 22 juillet 2024. Ils se préparent pendant cinq semaines jusqu'au premier match amical prévu le 23 août au stade du Pré Fleuri contre l'USON Nevers, club de Pro D2. Après ce premier match, un stage de cinq jours au Chambon-sur-Lingon est mis en place. Le 30 août, un deuxième et dernier match amical est organisé contre le RC Toulon à Issoire dans le cadre du Challenge Auvergne.
Lors de son premier match amical, l'ASM Clermont s'impose largement 52 à 21 sur le terrain de l'USON Nevers après une première mi-temps poussive où les Clermontois ne mènent que de cinq points 26 à 21.
Une semaine plus tard, pour le second match de préparation, l'ASM Clermont s'incline 15 à 14 contre le RC Toulon en toute fin de rencontre à la suite d'une ultime pénalité d'Enzo Hervé. En plus de la défaite concédée, trois joueurs sont blessés : Lucas Dessaigne au genou, Fritz Lee à l'épaule et Pierre Fouyssac aux côtes.
La semaine suivant ce match, le jeune demi de mêlée Baptiste Jauneau est nommé capitaine de l'équipe pour la saison.

#### Phase aller
Pour le premier match de la saison, l'ASM Clermont joue la première journée de Top 14 à domicile, pour la première fois depuis 2020, contre la Section paloise. Quatre recrues sont titularisés : Sacha Lotrian, Thomas Ceyte, Lucas Tauzin et Kylan Hamdaoui ; tandis que deux autres sont présentes sur le banc : Giorgi Akhaladze et Régis Montagne. Lors de la première mi-temps, l'ASM se montre plus enteprenante que son adversaire du jour mais est également imprécise. Un essai est inscrit de chaque côté ainsi qu'une pénalité pour Clermont qui mène 10 à 7 à la mi-temps alors que les Palois ont écopé de deux cartons jaunes, dont un en fin de première période. Dès le retour du vestiaire, les Clermontois profitent de cette supériorité numérique pour marquer le deuxième essai du match. Par la suite, les visiteurs sont dominés durant le reste de la seconde période, n'inscrivant aucun point et écopant d'un troisième carton jaune tout en encaissant trois nouveaux essais. L'ASM Clermont signe son première succès bonifié de la saison 39 à 7 et termine leader de la première journée.
La deuxième journée de Top 14 se passe à l'extérieur pour l'ASM Clermont, sur le terrain du stade Dominique-Duvauchelle à Créteil contre le Racing 92. Malgré une première période équilibrée pour les deux équipes et un score de parité à la pause, 13 partout, les Clermontois ne parviennent pas à s'imposer. À la 63e minute, les Auvergnats passent devant au score et mènent 20 à 16 mais ils encaissent trois essais en l'espace de six minutes à la suite d'une soudaine fébrilité défensive. Ils s'inclinent finalement 33 à 20,.

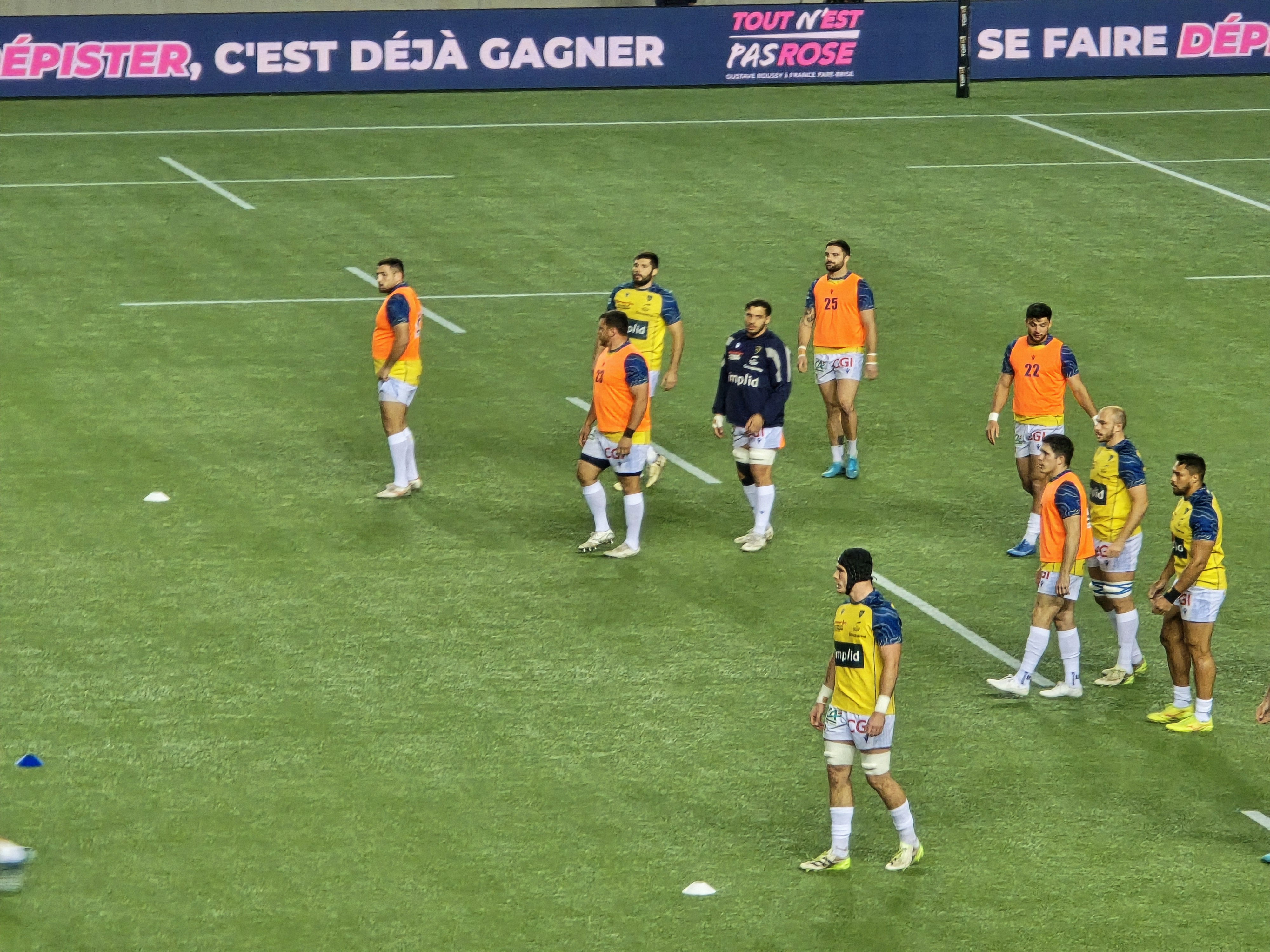
Les joueurs de l'ASM Clermont Auvergne à l'échauffement avant le match Stade français Paris-ASM Clermont Auvergne pour le compte de la huitième journée de Top 14 2024-2025.

Après ce premier revers de la saison, les Clermontois reçoivent l'Aviron bayonnais qui compte une victoire à domicile et une défaite à l'extérieur. En début de match, les visiteurs sont les premiers à marquer à la suite d'une pénalité. Toutefois, les Auvergnats se montrent plus entreprenant en attaque et parviennent à franchir à plusieurs reprises la défense adverse avant de marquer deux essais, par l'intermédiaire de Thomas Ceyte contre son ancienne équipe et de Giorgi Akhaladze, au quart d'heure de jeu et cinq minutes plus tard. En plus de ce deuxième essai, les Bayonnais sont réduits à quatorze pendant dix minutes après un plaquage haut. Le score est de 14 à 3 à la pause pour les jaunards. Quelques minutes après la reprise, l'ASM Clermont poursuit sa domination et Akhaladze inscrit son deuxième essai de l'après-midi. Quelques minutes plus tard, Alex Newsome concrétise une relance de ses 22 mètres, grâce au soutien de ses coéquipiers, en inscrivant le quatrième essai des siens. En suivant, l'Aviron bayonnais écope de son deuxième carton jaune mais marque son premier essai du match à l'heure de jeu. Le match se termine ensuite sans autre point marqué avec un score de 26 à 10 en faveur des locaux qui décrochent leur deuxième victoire avec bonus offensif en autant de match.
Pour le compte de la quatrième journée, l'ASM Clermont se déplace à l'USA Perpignan qui a perdu ses trois premiers matchs. Lors de ce match, Christophe Urios décide de faire neuf changements par rapport à la journée précédente, les recrues Michael Alaalatoa, Barnabé Massa et Oskar Rixen sont alignées pour la première fois. Assez rapidement, les Clermontois sont menés par les Perpignanais qui inscrivent deux essais en vingt minutes. Vers la demi-heure de jeu, l'ASM Clermont réagit en inscrivant ses trois premiers points mais encaisse leur troisième essai dans la foulée puis une pénalité sur la sirène, portant le score à 18 à 3 à la pause. En deuxième période, les Auvergnats se montrent très imprécis avec des en-avants et des touches perdues, ce qui profite aux Catalans qui inscrivent deux nouveaux essais. Le score final est de 33 à 3 pour l'USA Perpignan qui signe son premier succès de la saison et sa première victoire contre l'ASM Clermont après cinq revers consécutifs. Les Clermontois subissent leur deuxième défaite de la saison.
En fermeture de la cinquième journée, l'ASM Clermont accueille le RC Toulon. La composition clermontoise est largement modifiée avec dix changements par rapport au lourd revers à Perpignan. En première période, sous la pluie, les deux buteurs Benjamín Urdapilleta et Baptiste Serin s'affrontent dans un duel de pénalités, les Toulonnais mènent 12 à 9 à la pause après une première mi-temps plus dominante de leur part. Lors de la seconde période, Serin inscrit deux nouvelles pénalités pour prendre une avance de neuf points. Toutefois, Bautista Delguy réveille le stade Marcel-Michelin en marquant le premier essai de la partie à la 65e minute, permettant aux siens de revenir à deux points de leurs adversaires du jour. À la 77e minute, Urdapilleta fait passer les siens devant pour la première fois de la partie grâce à une pénalité. L'ASM Clermont s'impose finalement 19 à 18 et reste invaincue à domicile.
À la suite de cette troisième victoire de la saison, les Clermontois se déplacent sur la pelouse du champion de France en titre, le Stade toulousain, qui compte deux défaites d'affilée. L'ASM Clermont aligne plusieurs cadres pour ce match ainsi que l'espoir Samuel M'Foudi pour la première fois avec l'effectif professionnel. Lors des vingt premières minutes, le match est plutôt équilibré malgré un avantage de trois points pour les locaux. Cependant, à la pause, le score est de 20 à 0 en faveur des Toulousains à la suite de deux essais marqués et d'une autre pénalité. La seconde mi-temps est compliquée pour l'ASM Clermont qui encaisse un triplé rapide d'Antoine Dupont en moins de dix minutes. Même si les visiteurs se révoltent en inscrivant deux essais, Thomas Ramos vient inscrire un sixième essai en fin de match et porte le score à 48 à 14. Les Clermontois subissent une troisième défaite en autant de déplacement.
Dans le cadre de la septième journée, les Auvergnats reçoivent les promus du RC Vannes. Durant les vingt premières minutes de jeu, l'ASM Clermont domine son adversaire grâce à deux essais inscrits. Toutefois, la précision du buteur vannetais ainsi qu'un essai permet aux Bretons de passer devant à la 33e minute de jeu. Peu de temps avant la pause, les Clermontois se révoltent et parviennent à inscrire deux nouveaux essais afin de mener 24 à 16 à la fin du premier acte. Le début de seconde période est très disputé, le RC Vannes inscrit une pénalité et un essai tandis qu'Alivereti Raka marque le cinquième essai clermontois. Cependant, Urdapilleta écope d'un carton jaune sur l'essai vannetais à la 52e minute alors que le score est de 31 à 26 pour les locaux. L'arbitre sévit de nouveau et inflige deux cartons jaunes aux Vannetais coup sur coup à la 58e et 59e. Les Auvergnats réagissent rapidement grâce à trois essais afin de prendre le large. En fin de match, George Moala marque le neuvième essai clermontois tandis que le RC Vannes sauve l'honneur avec un dernier essai pour un score de final de 55 à 33 et un nouveau bonus offensif en faveur de l'ASM Clermont.

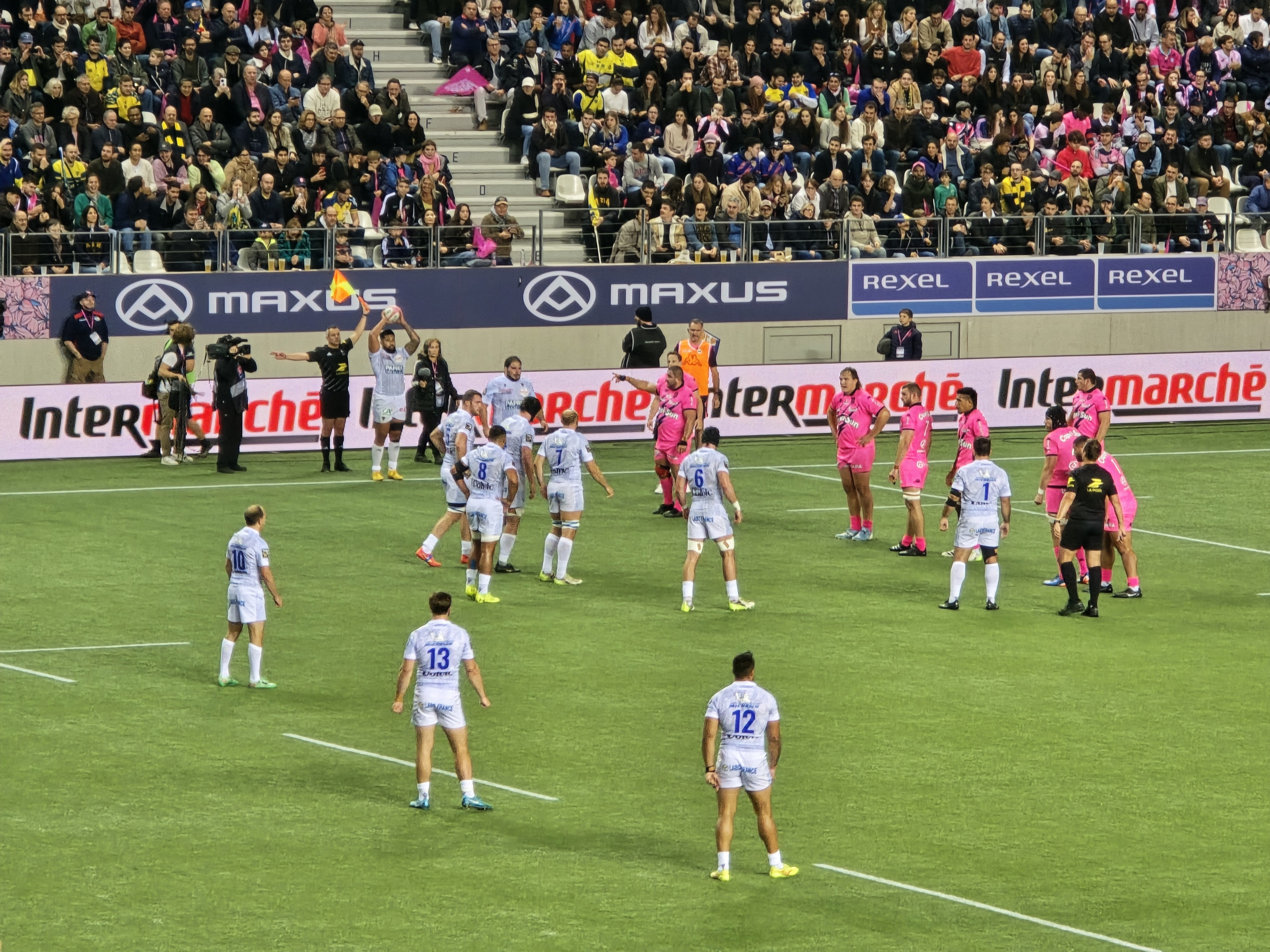
Phase de touche lors du match Stade français Paris-ASM Clermont Auvergne pour le compte de la huitième journée de Top 14 2024-2025.

En déplacement au Stade français Paris pour le compte de la huitième journée, l'encadrement clermontois fait confiance à la plupart de l'ossature vainqueur du RC Vannes, tout en incorporant le jeune espoir Jules Bousquet pour la première fois. Malgré un adversaire du jour qui ne compte que deux victoires en sept journées, les Clermontois sont largement dominés durant l'intégralité de la rencontre. Les Parisiens inscrivent cinq essais tandis que l'ASM Clermont ne marque que six points, le score final étant de 36 à 6 pour les locaux. Les jaunards concèdent donc une quatrième lourde déconvenue en autant de déplacement.
Pour la fin de ce premier bloc de neuf matchs consécutifs c'est l'Union Bordeaux Bègles qui se déplace au Marcel-Michelin, dans un stade à guichets fermés. Grâce à un bon début de match, où les Clermontois inscrivent trois essais en première période, l'ASM Clermont prend les devants et mène 17 à 6 à la pause en se montrant toutefois trop indisciplinés avec dix pénalités concédées. En début de seconde période les débats sont plus équilibrés avec un essai de chaque côté puis Barnabé Massa marque un essai à la 65e qui permet à l'ASM de mener 32 à 13. Toutefois, les visiteurs réagissent en fin de match en inscrivant un essai à la 74e avant que l'arbitre invalide un essai clermontois à la 78e minute. En suivant, l'Union Bordeaux Bègles parvient à inscrire son troisième essai de la partie et prive les Auvergnats du bonus offensif mais ces derniers s'imposent tout de même 32 à 27 et restent invaincus à domicile.
Après une pause de trois semaines dû aux test matchs internationaux d'automne, l'ASM Clermont va au Lyon OU en quête d'une première victoire à l'extérieur de la saison après la série de trois défaites consécutives de leurs adversaires du jour. En début de match, les Lyonnais se montrent rapidement indisciplinés et écopent d'un carton jaune qui permet à l'ASM d'inscrire ses trois premiers points. Le buteur lyonnais met ensuite les deux équipes à égalité quelques minutes plus tard avant que George Moala ne marque le premier essai du match. En suivant, Baptiste Couilloud permet aux Lyonnais de recoller au score grâce à un essai mais Étienne Fourcade marque le deuxième essai clermontois sur la sirène pour sceller le score à 17 à 10 en faveur des visiteurs. Lors de la seconde période, les Auvergnats inscrivent leur troisième essai de la partie mais Couilloud maintient les espoirs lyonnais avec son deuxième essai. Anthony Belleau permet ensuite à l'ASM de mener de dix points avec une nouvelle pénalité mais les Lyonnais reviennent dans la partie grâce à un essai d'Ethan Dumortier à la 76e minute, le Lyon OU étant désormais à cinq points de son adversaire. Trois minutes plus tard, Belleau marque sa deuxième pénalité pour permettre la première victoire des siens à l'extérieur de la saison sur le score de 30 à 22.
Fin novembre, pour la sixième réception de la saison, dans le cadre de la onzième journée, l'ASM Clermont classée sixième affronte le cinquième, le Castres olympique qui n'a gagné aucune rencontre à l'extérieur depuis le début de saison. Lors du premier quart d'heure de jeu, les deux équipes se montrent d'un même niveau mais les Castrais ouvrent la marque grâce à une pénalité de Jérémy Fernandez. Quelques minutes plus tard, les Auvergnats réagissent rapidement en inscrivant un essai à la suite d'un groupé pénétrant. Il s'ensuit deux nouveaux autres essais en moins de dix minutes pour mener 21 à 3 à la 25e minute de jeu. Les visiteurs sont imprécis et échappent des ballons, cependant le Clermontois Thomas Ceyte écope d'un carton jaune pour une charge à l'épaule et permet aux Castrais d'inscrire leur premier essai de la partie durant cette période d'infériorité numérique des jaunes et bleus. Le score est de 21 à 10 à la pause. Dès le retour des vestiaires, et le retour à quinze contre quinze, l'ASM Clermont marque un nouvel essai afin de reprendre dix-huit points d'avance. En suivant, l'ancien clermontois Paul Jedrasiak écope d'un carton jaune pour un jeu dangereux sur Anthony Belleau qui sort KO. Les Auvergnats profitent de cette supériorité numérique et marquent un nouvel essai. La suite du match est à sens unique, les Tarnais prennent deux nouveaux cartons jaunes et les Clermontois inscrivent trois autres essais pour porter le score à 54 à 10. Cette nouvelle victoire permet à l'ASM Clermont de s'installer un peu plus dans le top 6 du classement,.
La semaine suivante, la première journée de Champions Cup a lieu. Pour son retour dans la compétition, l'ASM Clermont reçoit tout d'abord les Italiens du Benetton Trévise. Christophe Urios et son staff alignent une équipe compétitive en fonction des blessures dans les lignes arrières, de ce fait le jeune Mathys Belaubre, qui n'a toujours pas joué avec les professionnels cette saison, connaît sa première titularisation en Champions Cup à 19 ans, tandis que les Italiens composent leur équipe avec de nombreux internationaux italiens et argentins. Très tôt dans la rencontre, les visiteurs écopent d'un carton jaune pour un contact irrégulier à la tête de Marcos Kremer, ce qui permet à Peceli Yato de profiter de cette supériorité numérique pour inscrire le premier essai de la rencontre. Par la suite, à la 32e ainsi qu'à la 40e, ils inscrivent deux nouveaux essais par l'intermédiaire de Barnabé Massa après deux mauls afin de mener 21 à 0 à la mi-temps. En deuxième mi-temps, les Clermontois se montrent plus imprécis mais se montrent intraitables en défense en n'encaissant aucun point. En fin de match, Yato inscrit son deuxième essai de la partie pour sceller le score à 28 à 0 avec le bonus offensif.
À l'occasion de la deuxième journée de Champions Cup, l'ASM se déplace au Leinster à Dublin, triple finaliste de la compétition lors des trois dernières éditions. Les Irlandais alignent principalement des internationaux, dont l'ancien clermontois Rabah Slimani, alors que les Auvergnats mettent un XV de départ performant, avec notamment Irae Simone titulaire à l'ouverture pour la première fois depuis son arrivée au club, mais un banc plus inexpérimenté avec la présence de l'espoir Antoine Chalus-Cercy pour ses débuts avec les professionnels. En début de match, l'ASM Clermont prend rapidement les devants avec un essai d'Alivereti Raka dès la 6e minute de jeu. Toutefois, un quart d'heure plus tard, le Leinster parvient à inscrire un premier essai pour recoller au score. Sur l'action suivante, les Clermontois manquent l'occasion de repasser devant au score et subissent une contre-attaque qui permet aux Irlandais de marquer leur deuxième essai de la partie pour mener 12 à 7, score à la pause. En début de seconde période, Peceli Yato écope d'un carton jaune à la suite d'un plaquage haut sur Sam Prendergast, ce dernier inscrit trois nouveaux points pour la province irlandaise qui mène désormais 15 à 7. Lors de la suite du match, les deux équipes se montrent trop imprécises et ne marque plus aucun point. Malgré cette défaite sans point de bonus défensif pour l'ASM Clermont, ce match reste prometteur pour la suite de la saison avec notamment une très bonne performance en touche qui a mis à la peine le Leinster qui a perdu une dizaine de ballons dans ce secteur.

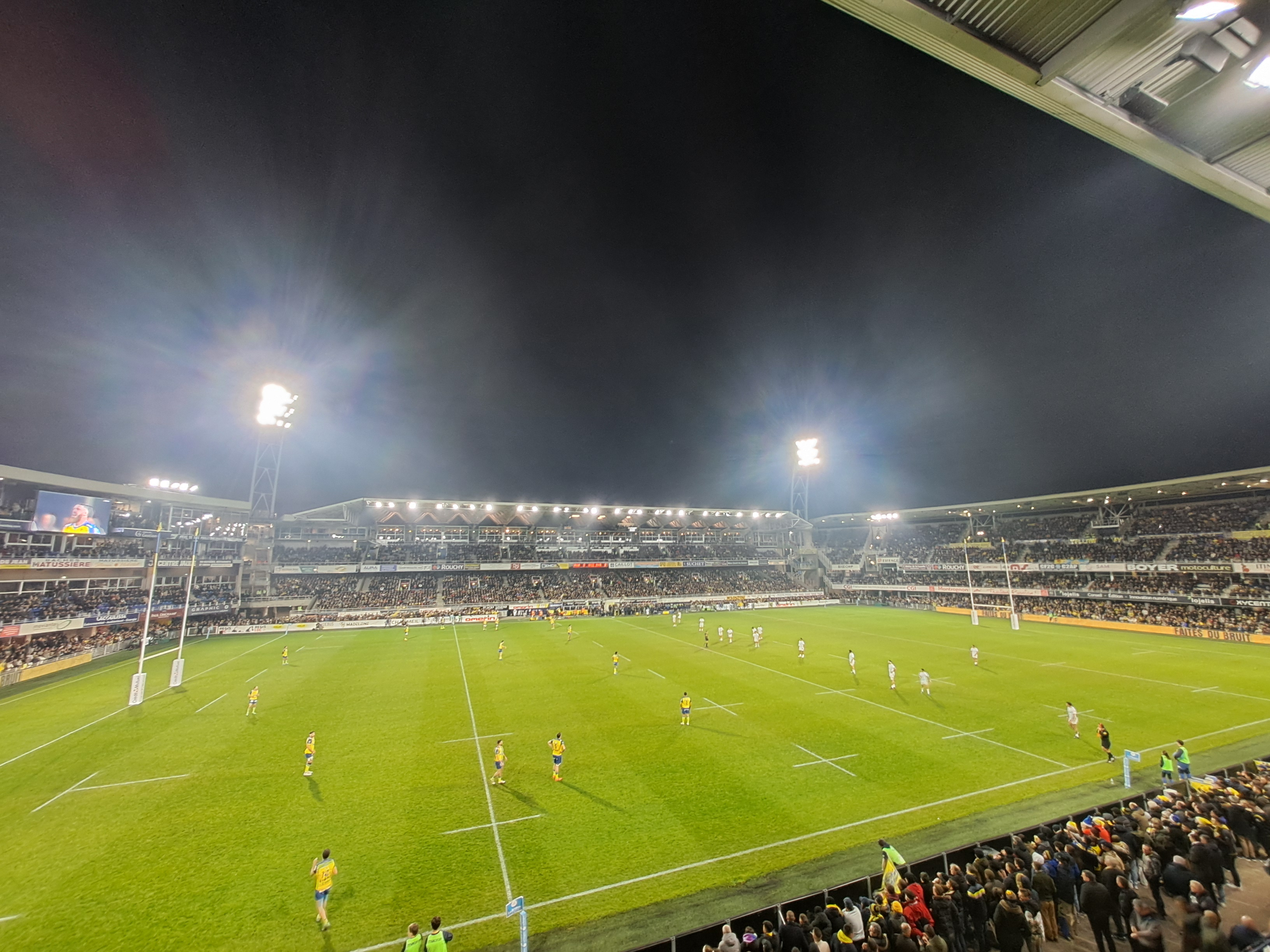
Les joueurs de l'ASM Clermont Auvergne, à gauche, attendent le coup d'envoi du match contre le Montpellier Hérault Rugby dans le cadre la treizième journée de Top 14 2024-2025.

De retour en Top 14, l'ASM Clermont se déplace au stade Marcel-Deflandre afin d'affronter le Stade rochelais, où ils n'ont plus gagné depuis 2015. En première mi-temps, les Clermontois sont trop indisciplinés et prennent trois cartons jaunes alors que les Rochelais en écopent d'un seul. Les visiteurs ne parviennent pas à concrétiser leurs actions au contraire de leurs adversaires qui mènent 17 à 3 à la pause. Peu après la reprise, sur une action d'essai clermontois, le Rochelais Thomas Berjon est coupable d'un en-avant jugé volontaire par l'arbitre qui applique la double sanction : essai de pénalité pour l'ASM et carton jaune contre le Stade rochelais. Toutefois, malgré cette supériorité numérique, les Rochelais marquent trois points de plus pour mener 20 à 10 avant que les Auvergnats ne réagissent par l'intermédiaire d'Alivereti Raka pour revenir à cinq points, la transformation étant ratée. Lors des 25 dernières minutes, les initiatives offensives sont plutôt en faveur des visiteurs, les Maritimes écopant d'un troisième carton jaune pour un plaquage haut, mais ils ne parviennent pas à passer la défense rochelaise pour inscrire de nouveaux points. L'ASM Clermont subit une nouvelle défaite à l'extérieur mais obtient tout de même un point de bonus défensif afin de rester devant leurs adversaires du jour au classement.
Pour le dernier match de l'année 2024, ainsi que de la phase aller de Top 14, c'est le Montpellier HR qui se rend au stade Marcel-Michelin. Après une ouverture du score de la part des visiteurs sur pénalité, les Clermontois réagissent en inscrivant deux essais par l'intermédiaire d'Étienne Fourcade. Toutefois, les locaux ne parviennent pas à distancer leurs adversaires du jour et encaissent un essai contre le cours du jeu peu avant la mi-temps, le score est de 12 à 10 en faveur de l'ASM à la pause. En début de deuxième période, les Auvergnats se voient refuser un essai pour un en-avant puis se montrent trop indisciplinés, permettant à Stuart Hogg d'inscrire quatre pénalités contre une seule pour les Jaunards. En fin de match, les Clermontois font le choix de tenter une pénalité à la 79e pour assurer le bonus défensif (18 à 22) et ne parviennent pas à remonter le ballon sur le coup d'envoi qui suit. Le match se finit par une première défaite de la saison à domicile pour l'ASM Clermont mais le club conclut cette phase aller à la cinquième place du Top 14.

#### Phase retour
En cette nouvelle année et pour le début de la phase retour du Top 14, l'ASM Clermont se déplace sur la pelouse du RC Vannes, dernier du championnat, pour la première fois de son histoire. Dès l'entame de match, Killian Tixeront est coupable d'un plaquage dangereux et écope d'un carton jaune. Après quelques minutes où les Clermontois se montrent encore indisciplinés, les Vannetais inscrivent leur premier essai grâce à Romaric Camou à la douzième minute de jeu, durant cette période de supériorité numérique. Une dizaine de minutes plus tard, Anthony Belleau parvient à réduire la marque à 7-3 grâce à une pénalité. Cependant, le buteur breton, Maxime Lafage, inscrit une pénalité quelques minutes plus tard pour reprendre de l'avance. Par la suite, les Auvergnats se montrent tout d'abord imprécis en échappant des ballons avant d'inscrire leur premier essai de la partie par Régis Montagne afin de recoller au score. Peu avant la mi-temps, le RC Vannes est sanctionné et permet à Belleau d'inscrire trois nouveaux points, mettant son équipe devant (10-13) à la pause. À la reprise, Lafage inscrit trois nouveaux points et égalise pour son équipe. Quelques minutes plus tard, il inscrit encore une pénalité mais Alex Newsome marque un essai dans la foulée, transformé par Belleau et l'ASM mène désormais 20 à 16. Durant la suite de la rencontre, les Vannetais n'inscrivent que trois nouveaux points malgré la possession du ballon en leur faveur, tandis que les Clermontois résistent en défense. Finalement, grâce à un ultime grattage d'Alexandre Fischer dans ses 22 mètres, les Auvergnats s'adjugent leur deuxième victoire de la saison à l'extérieur, sur le score de 19 à 20.
Après ce succès, l'ASM Clermont se rend sur la pelouse de Bath Rugby en Champions Cup. Dès les premières minutes, les Anglais se montrent tranchants offensivement et inscrivent rapidement deux essais pour mener 14 à 0 à la huitième minute. Au quart d'heure de jeu, Folau Fainga'a réduit la marque pour les Clermontois grâce à un essai, transformé par Anthony Belleau. Cependant une dizaine de minutes plus tard, Giorgi Akhaladze se rend coupable d'un plaquage haut avec contact à la tête sur Max Ojomoh. L'arbitre de la rencontre inflige un sévère carton rouge au pilier clermontois. En suivant, Bath Rugby en profite pour inscrire son troisième essai de la partie. Les Auvergnats ne baissent pas les bras et Belleau inscrit le deuxième essai des siens pour rentrer au vestiaire avec un score de 21 à 14 pour les locaux. En seconde période, les Anglais inscrivent deux nouveaux essais et mènent 33 à 14 à l'heure de jeu. Peceli Yato réduit la marque grâce à un essai mais Bath inscrit son sixième essai quelques minutes plus tard. L'ASM s'inclinent 40 à 21 et échoue à un essai du point de bonus offensif.
La semaine suivante, pour la dernière journée de la phase de poules de Champions Cup, les Bristol Bears viennent au stade Marcel-Michelin. Les deux équipes sont en quête d'une victoire afin d'espérer une qualification en huitième de finale. Dans les premières minutes de la rencontre, les Clermontois se montrent plus dominateurs que leurs visiteurs mais ils ne parviennent pas à scorer avant la dix-huitième minute et une période d'infériorité numérique pour les Anglais. Après cette ouverture du score à la suite d'un essai, non transformé, de Newsome, les Bears manquent plusieurs touches à cinq mètres de l'en-but clermontois. Ils sont finalement sanctionnés de leur manque d'efficacité par Alivereti Raka qui inscrit le deuxième essai de la partie pour les Jaunards et qui place son club en tête à la pause (12 à 0). Dix minutes après la reprise, Étienne Falgoux se met à la faute dans un maul et provoque un essai de pénalité pour les Anglais, il écope également d'un carton jaune. Malgré l'absence temporaire de son joueur, l'ASM marque un nouvel essai par Raka cinq minutes plus tard. Toutefois, Bristol se remobilise et inscrit deux essais en moins de dix minutes pour revenir à 19-19. Après une pénalité manquée par Urdapilleta à la soixante-treizième minute, les Auvergnats décident d'aller en touche et, après un arbitrage vidéo, l'arbitre accorde un essai de pénalité et inflige un carton jaune pour une faute adverse devant leur ligne. L'ASM mène 26 à 19 mais sur le renvoi Raka échappe le ballon et Kieran Marmion permet à son club d'égaliser à deux minutes de la fin du match. Ce score nul n'arrange aucune des deux équipes pour la qualification, les deux équipes se rendent coup pour coup et vont dans le temps additionnel, où un essai de Thomas Ceyte permet finalement aux Clermontois de s'imposer 33 à 26 à la quatre-vingt-sixième minute. Cette victoire permet au club auvergnat de se qualifier pour les huitièmes de finale, en quatorzième position sur seize équipes, donc il se déplacera sur la pelouse des Northampton Saints, troisième de la phase de poules, pour cette échéance.
De retour en Top 14, l'ASM se rend ensuite à la Section paloise. Lors d'une rencontre pluvieuse, les Clermontois se montrent tout d'abord dominateurs mais ne parviennent pas à concrétiser leurs actions. Yerim Fall inscrit un essai mais il est refusé à cause d'un en-avant puis les Auvergnats s'évertuent à vouloir aller en touche plutôt que de prendre les points au pied mais n'arrivent pas à marquer de points grâce à une bonne défense adverse, malgré un carton jaune à l'encontre des Palois. À la 17e minute, Anthony Belleau manque notamment une pénalité de 40 mètres. Quelques minutes avant la fin de la première mi-temps, Joe Simmonds inscrit les trois premiers points du match pour les Palois. Les deux équipes se quittent avec un avantage de trois points pour les Béarnais. D'entrée de deuxième période, les visiteurs parviennent à inscrire un essai, transformé, par l'intermédiaire d'Anthime Hemery avec de la réussite. Peu de temps après ce premier essai, les Palois recollent au score grâce à une nouvelle pénalité de Simmonds puis ils passent devant à la suite d'un essai de Théo Attissogbe à la 54e minute. Sept minutes plus tard, les locaux sont à nouveau récompensés, Rob Simmons ayant écopé d'un carton jaune, grâce à un essai de pénalité qui les placent à 20 à 7. En fin de match, Benjamín Urdapilleta manque une pénalité pour les Clermontois mais Pierre Fouyssac inscrit le deuxième essai des visiteurs dans la foulée. L'essai est transformé mais l'ASM ne parvient pas à marquer d'autres points pour accrocher au moins le bonus défensif et s'incline 20 à 14, perdant une place au classement.
Après trois semaines sans matchs en raison du Tournoi des Six Nations, l'ASM Clermont reçoit le Stade toulousain dans un stade Marcel-Michelin à guichets fermés et qui bat son record de fréquentation avec 19 038 spectateurs présents. En début de match, les Toulousains prennent rapidement les devants grâce à une pénalité tandis que les Jaunards se voient refuser un essai d'Alivereti Raka à la 9e minute. Un quart d'heure plus tard, les Haut-Garonnais inscrivent leur premier essai puis Anthony Belleau réduit la marque (3 à 10) pour l'ASM. En fin de première mi-temps, les visiteurs remettent la marche en avant et marquent un nouvel essai. Cependant, les locaux se remobilisent et inscrivent un essai, qui n'est pas transformé, après la sirène. Le score est de 8 à 17 pour les Toulousains, en infériorité numérique pour le début de la deuxième mi-temps. De retour des vestiaires, les Auvergnats recollent au score avec un essai de Pierre Fouyssac, cette fois-ci transformé par Belleau, puis ils passent devant au score à la 56e à la suite d'une pénalité (18 à 17). Toutefois, les efforts clermontois ne sont pas récompensés, les Toulousains inscrivant une pénalité puis un nouvel essai dans la foulée pour mener 27 à 18. Le Stade toulousain inscrit ensuite huit nouveaux points et l'ASM Clermont s'incline finalement 18 à 35 dans son stade, restant toutefois cinquième au classement.
La semaine suivante, l'ASM Clermont se rend au stade Chaban-Delmas afin d'affronter l'Union Bordeaux Bègles. Lors de la première demi-heure, les Clermontois se montrent à leur avantage mais sont trop imprécis ou indisciplinés, deux essais sont refusés pour un hors-jeu et une passe en-avant, tandis que Benjamín Urdapilleta manque cinq points au pied. Toutefois, Folau Fainga'a marque un essai en période de supériorité numérique pour répondre au premier essai bordelo-béglais de l'ancien clermontois Sipili Falatea. En fin de première période, Ben Tameifuna inscrit le deuxième essai des siens pour permettre à son club de mener 12 à 5. Une vingtaine de minutes après la reprise, Damian Penaud, autre ancien clermontois, inscrit un nouvel essai pour les Girondins. Sur le coup d'envoi, Bautista Delguy répond grâce à un essai pour l'ASM, contre ses anciens coéquipiers, et les Clermontois recollent à sept points (22 à 15). En fin de match, les Auvergnats tentent le tout pour le tout et ont la possession du ballon, ils parviennent à inscrire trois nouveaux points afin d'obtenir le point de bonus défensif et s'inclinent 22 à 18.
À l'occasion de la dix-huitième journée, les Puydômois effectuent un deuxième déplacement de suite, sur la pelouse de l'Aviron bayonnais invaincu dans son stade Jean-Dauger cette saison. Durant la première mi-temps, les Bayonnais sont plus dominants que leurs homologues clermontois en inscrivant deux essais, dont un transformé, plus deux pénalités contre deux pénalités pour mener 18 à 6. En seconde période, Joris Segonds permet aux Basques de prendre trois points de plus d'avance mais l'ASM se remobilise en inscrivant un premier essai par l'intermédiaire de Fainga'a puis un second grâce au premier essai de Yerim Fall pour venir à 21 à 18 à la 62e, l'Aviron bayonnais ayant écopé d'un carton rouge deux minutes auparavant. Quelques instants plus tard, les Clermontois manquent une importante occasion d'essai sur un maul et sont punis par un contre bayonnais. Ils s'inclinent finalement 31 à 18 et enchaînent un quatrième match sans victoire.
Évincée du top 6, l'ASM Clermont reçoit ensuite le Racing 92, en difficulté en fond de classement. Les visiteurs inscrivent les trois premiers points du match avant que Barnabé Massa ne réponde avec un essai suivi d'un essai du Racing. Dans la foulée, Massa écope d'un carton jaune sur une occasion d'essai de l'ASM qui permet ensuite au Racing de prendre six points d'avance (7 à 13). En suivant, les Franciliens se voient également infliger un carton jaune, une période de supériorité numérique qui permet à l'ASM d'inscrire son deuxième essai de la partie par Fainga'a. Lors de la suite de la première mi-temps, les Jaune et Bleu franchissent plusieurs fois la ligne d'en-but sans parvenir à marquer mais Benjamín Urdapilleta inscrit tout de même trois nouveaux points pour permettre à son club de mener 15 à 13 à la pause. En seconde période, l'entraîneur du Racing 92 fait le choix de faire rentrer entièrement son banc de touche, un choix qui s'avère payant puisque les Altoséquanais inscrivent un autre essai pour mener de cinq points. Toutefois, grâce à une bonne mêlée, l'ASM réussit à repasser devant 21 à 20 à la 73e avec deux pénalités d'Anthony Belleau. Puis, Antoine Gibert marque une ultime pénalité pour les siens et entérine la cinquième défaite clermontoise d'affilée sur le score de 21 à 23.
Pour le compte de la vingtième journée de Top 14, le Stade rochelais se rend au stade Marcel-Michelin. Les deux clubs sont dans une période compliquée, ils n'ont plus gagné en championnat depuis le 4 janvier. Dans un Michelin à nouveau à guichets fermés malgré les récents résultats, les Rochelais sont les premiers à marquer un essai. Petit à petit, l'ASM grapille des points et revient à 6 à 7 au quart d'heure de jeu. Quinze minutes plus tard, George Moala permet aux siens de passer devant à la suite d'un essai en force puis Barnabé Massa et Anthony Belleau viennent alourdir le score quelques minutes plus tard pour prendre une avance de neuf points (23 à 14) à la mi-temps. D'entrée de deuxième mi-temps, Alivereti Raka inscrit un nouvel essai, non transformé par Belleau qui connaît son premier échec au pied du match. Cependant, à la 49e, les Rochelais réagissent avec un essai à la suite d'un puissant ballon porté. Cinq minutes plus tard, George Moala vient marquer son deuxième essai de la partie après avoir résisté à quatre défenseurs. Les Clermontois mènent alors 33 à 19 et subissent les assauts rochelais en fin de match. Toutefois, les locaux tiennent bon défensivement et s'imposent 33 à 19, retrouvant la victoire ainsi que le top 6.

## Effectif et encadrement technique

### Joueurs
Pour la saison 2024-2025, l'effectif de l'ASM Clermont Auvergne est le suivant :
| Nom                      | Naissance         | Nationalité sportive | International    | Dernier club                                     | Arrivée au club (année) | Statut JIFF |
| Talonneurs               | Talonneurs        | Talonneurs           | Talonneurs       | Talonneurs                                       | Talonneurs              | Talonneurs  |
| ------------------------ | ----------------- | -------------------- | ---------------- | ------------------------------------------------ | ----------------------- | ----------- |
| Folau Fainga'a           | 5 mai 1995        | Australie            | Australie        | Western Force                                    | 2023                    | ❌          |
| Étienne Fourcade         | 11 avril 1997     | France               | France -20       | FC Grenoble                                      | 2024                    | ✔️          |
| Barnabé Massa            | 13 mai 2004       | France               | France -20       | FC Grenoble                                      | 2024                    | ✔️          |
| Piliers                  |                   |                      |                  |                                                  |                         |             |
| Giorgi Akhaladze         | 13 avril 1999     | Géorgie              | Géorgie          | AS Béziers                                       | 2024                    | ✔️          |
| Michael Alaalatoa        | 28 août 1991      | Samoa                | Samoa            | Leinster                                         | 2024                    | ❌          |
| Thomas Duchêne           | 25 août 2004      | France               | France -20       | Formé au club                                    | -                       | ✔️          |
| Étienne Falgoux          | 19 janvier 1993   | France               | France           | Formé au club                                    | 2014                    | ✔️          |
| Mathéo Frisach           | 10 février 2006   | France               | France -20 dev.  | Formé au club                                    | 2025                    | ✔️          |
| Sacha Lotrian            | 13 août 2000      | France               | France -20       | USA Perpignan                                    | 2024                    | ✔️          |
| Régis Montagne           | 30 septembre 2000 | France               | France -20       | FC Grenoble                                      | 2024                    | ✔️          |
| Cristian Ojovan          | 4 janvier 1997    | Moldavie             | Moldavie         | Stade aurillacois                                | 2020                    | ✔️          |
| Deuxièmes lignes         |                   |                      |                  |                                                  |                         |             |
| Thomas Ceyte             | 13 février 1991   | France               | -                | Aviron bayonnais                                 | 2024                    | ✔️          |
| Thibaud Lanen            | 1er avril 1999    | France               | -                | Formé au club                                    | 2019                    | ✔️          |
| Samuel M'Foudi           | 8 mai 2002        | France               | France -20       | USA Perpignan (passé par le centre de formation) | 2022                    | ✔️          |
| Oskar Rixen              | 9 février 2002    | Allemagne            | -                | CA Brive                                         | 2024                    | ✔️          |
| Rob Simmons              | 19 avril 1989     | Australie            | Australie        | London Irish                                     | 2023                    | ❌          |
| Troisièmes lignes aile   |                   |                      |                  |                                                  |                         |             |
| Antoine Chalus-Cercy     | 17 janvier 2005   | France               | France -20       | Formé au club                                    | 2024                    | ✔️          |
| Lucas Dessaigne          | 27 février 1999   | France               | -                | Formé au club                                    | 2019                    | ✔️          |
| Alexandre Fischer        | 19 janvier 1998   | France               | France A         | Formé au club                                    | 2018                    | ✔️          |
| Anthime Hemery           | 9 janvier 2001    | France               | -                | Racing 92                                        | 2024                    | ✔️          |
| Marcos Kremer            | 30 juillet 1997   | Argentine            | Argentine        | Stade français Paris                             | 2023                    | ❌          |
| Killian Tixeront         | 22 janvier 2002   | France               | France           | Formé au club                                    | 2020                    | ✔️          |
| Peceli Yato              | 17 janvier 1993   | Fidji                | Fidji            | Formé au club                                    | 2013                    | ✔️          |
| Troisièmes lignes centre |                   |                      |                  |                                                  |                         |             |
| Fritz Lee                | 29 août 1988      | Samoa                | Samoa            | Chiefs                                           | 2013                    | ❌          |
| Pita Gus Sowakula        | 26 octobre 1994   | Nouvelle-Zélande     | Nouvelle-Zélande | Chiefs                                           | 2023                    | ❌          |
| Demis de mêlée           |                   |                      |                  |                                                  |                         |             |
| Sébastien Bézy           | 22 novembre 1991  | France               | France           | Stade toulousain                                 | 2020                    | ✔️          |
| Jules Bousquet           | 29 octobre 2004   | France               | -                | US Dax (passé par le centre de formation)        | 2023                    | ✔️          |
| Baptiste Jauneau         | 17 novembre 2003  | France               | France           | Formé au club                                    | 2021                    | ✔️          |
| Enzo Sanga               | 19 mai 1995       | France               | -                | CA Brive (formé au club)                         | 2023                    | ✔️          |
| Demis d'ouverture        |                   |                      |                  |                                                  |                         |             |
| Anthony Belleau          | 8 juin 1996       | France               | France           | RC Toulon                                        | 2022                    | ✔️          |
| Théo Giral               | 4 février 2003    | France               | -                | Formé au club                                    | 2024                    | ✔️          |
| Benjamín Urdapilleta     | 11 mars 1986      | Argentine            | Argentine        | Castres olympique                                | 2023                    | ❌          |
| Centres                  |                   |                      |                  |                                                  |                         |             |
| Mathys Belaubre          | 15 mars 2005      | France               | France -20       | Formé au club                                    | 2024                    | ✔️          |
| Léon Darricarrère        | 4 juin 2004       | France               | France A         | Formé au club                                    | 2023                    | ✔️          |
| Pierre Fouyssac          | 17 mars 1995      | France               | France -20       | Stade toulousain                                 | 2023                    | ✔️          |
| George Moala             | 5 novembre 1990   | Tonga                | Tonga            | Blues                                            | 2018                    | ❌          |
| Irae Simone              | 10 juillet 1995   | Australie            | Australie        | Brumbies                                         | 2022                    | ❌          |
| Ailiers                  |                   |                      |                  |                                                  |                         |             |
| Bautista Delguy          | 22 avril 1997     | Argentine            | Argentine        | USA Perpignan                                    | 2022                    | ❌          |
| Yerim Fall               | 24 juin 2003      | France               | France -20       | RC Massy (passé par le centre de formation)      | 2023                    | ✔️          |
| Joris Jurand             | 11 novembre 1995  | France               | France A         | CA Brive                                         | 2023                    | ✔️          |
| Alivereti Raka           | 9 décembre 1994   | France               | France           | Formé au club                                    | 2015                    | ✔️          |
| Lucas Tauzin             | 21 mai 1998       | France               | France -20       | Stade toulousain                                 | 2024                    | ✔️          |
| Arrières                 |                   |                      |                  |                                                  |                         |             |
| Kylan Hamdaoui           | 15 avril 1994     | France               | France -20       | Stade français Paris (formé au club)             | 2024                    | ✔️          |
| Alex Newsome             | 20 janvier 1996   | Australie            | Australie -20    | Waratahs                                         | 2022                    | ❌          |

#### Débuts professionnels
Le 26 octobre 2024, à l'occasion de la huitième journée, le demi de mêlée Jules Bousquet fait ses débuts en Top 14, en division professionnelle après avoir connu ses premiers matchs seniors en Nationale,.
Pour la deuxième journée de Champions Cup, face au Leinster, Antoine Chalus-Cercy fait ses débuts professionnels en tant que remplaçant au poste de troisième ligne aile.
Le 2 mars, le pilier gauche Mathéo Frisach fait ses débuts professionnels en entrant en jeu contre l'Aviron bayonnais lors de la dix-huitième journée de Top 14.
| Nom                  | Poste                | Date             | Adversaire           | Stade             | Âge    | Compétition   | Matchs (points) |
| -------------------- | -------------------- | ---------------- | -------------------- | ----------------- | ------ | ------------- | --------------- |
| Jules Bousquet       | Demi de mêlée        | 26 octobre 2024  | Stade français Paris | Stade Jean-Bouin  | 19 ans | Top 14        | 3 (0)           |
| Antoine Chalus-Cercy | Troisième ligne aile | 14 décembre 2024 | Leinster             | Aviva Stadium     | 19 ans | Champions Cup | 1 (0)           |
| Mathéo Frisach       | Pilier gauche        | 2 mars 2025      | Aviron bayonnais     | Stade Jean-Dauger | 19 ans | Top 14        | 7 (0)           |

### Encadrement technique
L'encadrement technique de l'équipe professionnelle de l'ASM Clermont est celui-ci :

#### Entraîneurs
| Nom               | Rôle                                      | Nationalité sportive | Ancien club           | Ancienne fonction                                                     | Ancien joueur du club | Année d'arrivée |
| ----------------- | ----------------------------------------- | -------------------- | --------------------- | --------------------------------------------------------------------- | --------------------- | --------------- |
| Christophe Urios  | Entraîneur principal                      | France               | Union Bordeaux Bègles | Entraîneur principal                                                  | Non                   | 2023            |
| Frédéric Charrier | Entraîneur des arrières et de l'attaque   | France               | Union Bordeaux Bègles | Entraîneur des arrières et de l'attaque, puis co-entraîneur principal | Non                   | 2023            |
| Vincent Giacobbi  | Responsable de la performance             | France               | Castres olympique     | Responsable de la performance                                         | Non                   | 2024            |
| Julien Laïrle     | Entraîneur des avants et de la défense    | France               | Union Bordeaux Bègles | Entraîneur des avants et de la défense, puis co-entraîneur principal  | Non                   | 2023            |
| Ian Vass          | Entraîneur du jeu au pied                 | Angleterre           | Northampton Saints    | Entraîneur de l'attaque et du jeu au pied                             | Non                   | 2023            |
| Siaki Tukino      | Entraîneur spécifique skills "collisions" | Nouvelle-Zélande     | TOEC TOAC FCT Rugby   | Manager général                                                       | Non                   | 2021            |
| Aurélien Rougerie | Team Manager                              | France               | ASM Clermont          | Joueur                                                                | Oui                   | 2021            |
| Didier Retière    | Directeur du développement sportif        | France               | FFR                   | Directeur technique national                                          | Non                   | 2022            |

#### Staff médical
- Armand Bonnin (médecin)
- Anthony Valour (médecin)
- Jean Beaussant (kinésithérapeute)
- Anthony Comptour (kinésithérapeute)
- Mathieu Raye (kinésithérapeute)
- Stéphane Walrand (nutritionniste référent)

#### Préparateurs physiques
- Mourad Abed (responsable)
- Salim Aouiche (assistant)
- Théophile Barrière (Analyste data)
- Benoît Gay (assistant)

#### Secteur vidéo
- Hugo Chartoire (analyste vidéo)
- Joe Larkin (analyste vidéo)
- Gaspard Teulet (analyste vidéo)
- Franck Vuilbert (analyste vidéo)

#### Organisation
- Jean-Paul André (responsable logistique sportive)

## Calendrier et résultats

### Top 14 et Challenge Cup
| Date du match     | Heure      | Domicile              | Extérieur             | Score   | Lieu du match               | Diffusion TV  | Catégorie                           | Classement |
| ----------------- | ---------- | --------------------- | --------------------- | ------- | --------------------------- | ------------- | ----------------------------------- | ---------- |
| 7 septembre 2024  | 16:30 CEST | ASM Clermont          | Section paloise       | 39 - 7  | Stade Marcel-Michelin       | Rugby+        | 1re journée de Top 14               | 1er        |
| 14 septembre 2024 | 16:30 CEST | Racing 92             | ASM Clermont          | 33 - 20 | Stade Dominique-Duvauchelle | Canal+ Live 5 | 2e journée de Top 14                | 3e         |
| 21 septembre 2024 | 16:30 CEST | ASM Clemront          | Aviron bayonnais      | 26 - 10 | Stade Marcel-Michelin       | Canal+ Live 4 | 3e journée de Top 14                | 3e         |
| 28 septembre 2024 | 14:30 CEST | USA Perpignan         | ASM Clermont          | 33 - 3  | Stade Aimé-Giral            | Canal+ Sport  | 4e journée de Top 14                | 7e         |
| 6 octobre 2024    | 21:05 CEST | ASM Clermont          | RC Toulon             | 19 - 18 | Stade Marcel-Michelin       | Canal+        | 5e journée de Top 14                | 6e         |
| 12 octobre 2024   | 21:05 CEST | Stade toulousain      | ASM Clermont          | 48 - 14 | Stade Ernest-Wallon         | Canal+        | 6e journée de Top 14                | 7e         |
| 19 octobre 2024   | 16:30 CEST | ASM Clermont          | RC Vannes             | 55 - 33 | Stade Marcel-Michelin       | Canal+ Live   | 7e journée de Top 14                | 5e         |
| 26 octobre 2024   | 21:05 CEST | Stade français Paris  | ASM Clermont          | 36 - 6  | Stade Jean-Bouin            | Canal+        | 8e journée de Top 14                | 6e         |
| 2 novembre 2024   | 14:30 CEST | ASM Clermont          | Union Bordeaux Bègles | 32 - 27 | Stade Marcel-Michelin       | Canal+ Sport  | 9e journée de Top 14                | 6e         |
| 23 novembre 2024  | 16:30 CEST | Lyon OU               | ASM Clermont          | 22 - 30 | Stade de Gerland            | Canal+ Sport  | 10e journée de Top 14               | 6e         |
| 30 novembre 2024  | 16:30 CEST | ASM Clermont          | Castres olympique     | 54 - 10 | Stade Marcel-Michelin       | Canal+ Live   | 11e journée de Top 14               | 3e         |
| 7 décembre 2024   | 14:00 CET  | ASM Clermont          | Benetton Trévise      | 28 - 0  | Stade Marcel-Michelin       | beIN Sports 3 | 1re journée de Champions Cup        | 1er        |
| 14 décembre 2024  | 18:30 CET  | Leinster              | ASM Clermont          | 15 - 7  | RDS Arena                   | beIN Sports 3 | 2e journée de Champions Cup         | 3e         |
| 21 décembre 2025  | 14:30 CEST | Stade rochelais       | ASM Clermont          | 20 - 15 | Stade Marcel-Deflandre      | Canal+ Sport  | 12e journée de Top 14               | 5e         |
| 28 décembre 2025  | 18:00 CEST | ASM Clermont          | Montpellier HR        | 18 - 22 | Stade Marcel-Michelin       | Canal+        | 13e journée de Top 14               | 5e         |
| 5 janvier 2025    | 21:05 CEST | RC Vannes             | ASM Clermont          | 19 - 20 | Stade de la Rabine          | Canal+        | 14e journée de Top 14               | 4e         |
| 12 janvier 2025   | 18:30 CET  | Bath Rugby            | ASM Clermont          | 40 - 21 | The Recreation Ground       | beIN Sports 1 | 3e journée de Champions Cup         | 5e         |
| 18 janvier 2025   | 16:15 CET  | ASM Clermont          | Bristol Bears         | 33 - 26 | Stade Marcel-Michelin       | France 2      | 4e journée de Champions Cup         | 4e         |
| 25 janvier 2025   | 16:00 CEST | Section paloise       | ASM Clermont          | 20 - 14 | Stade du Hameau             | Canal+ Live   | 15e journée de Top 14               | 5e         |
| 16 février 2025   | 21:05 CEST | ASM Clermont          | Stade toulousain      | 18 - 35 | Stade Marcel-Michelin       | Canal+        | 16e journée de Top 14               | 5e         |
| 23 février 2025   | 21:05 CEST | Union Bordeaux Bègles | ASM Clermont          | 22 - 18 | Stade Chaban-Delmas         | Canal+        | 17e journée de Top 14               | 6e         |
| 2 mars 2025       | 21:05 CEST | Aviron bayonnais      | ASM Clermont          | 31 - 18 | Stade Jean-Dauger           | Canal+        | 18e journée de Top 14               | 7e         |
| 22 mars 2025      | 16:30 CEST | ASM Clermont          | Racing 92             | 21 - 23 | Stade Marcel-Michelin       | Canal+ Live   | 19e journée de Top 14               | 9e         |
| 29 mars 2025      | 16:30 CEST | ASM Clermont          | Stade rochelais       | 33 - 19 | Stade Marcel-Michelin       | Canal+ Live   | 20e journée de Top 14               | 6e         |
| 4 avril 2025      | 21:00 CET  | Northampton Saints    | ASM Clermont          | 46 - 24 | Franklin's Gardens          | beIN Sports 1 | Huitième de finale de Champions Cup | Éliminé    |
| 19 avril 2025     | 21:00 CEST | RC Toulon             | ASM Clermont          | 31 - 24 | Stade Mayol                 | Canal+        | 21e journée de Top 14               | 7e         |
| 26 avril 2025     | 16:30 CEST | ASM Clermont          | Lyon OU               | 39 - 31 | Stade Marcel-Michelin       | Canal+ Live   | 22e journée de Top 14               | 6e         |
| 24 mai 2025       | 21:00 CEST | Castres olympique     | ASM Clermont          | 34 - 29 | Stade Pierre-Fabre          | Canal+        | 23e journée de Top 14               | 8e         |
| 17 mai 2025       | 16:30 CEST | ASM Clermont          | USA Perpignan         | 31 - 13 | Stade Marcel-Michelin       | Canal+ Live   | 24e journée de Top 14               | 7e         |
| 31 mai 2025       | 14:30 CEST | ASM Clermont          | Stade français Paris  | 55 - 20 | Stade Marcel-Michelin       | Canal+        | 25e journée de Top 14               | 7e         |
| 7 juin 2025       | 21:05 CEST | Montpellier HR        | ASM Clermont          | 10 - 23 | GGL Stadium                 | Canal+        | 26e journée de Top 14               | 5e         |
| 13 juin 2025      | 21:05 CEST | Aviron bayonnais      | ASM Clermont          | 20 - 3  | Stade Jean-Dauger           | Canal+        | Barrage de Top 14                   | Éliminé    |

### Classement Top 14
| Rang | Club                     | J  | V  | N | D  | Em  | Ee  | Bo | Bd | Pm  | Pe  | Diff | Pts |
| ---- | ------------------------ | -- | -- | - | -- | --- | --- | -- | -- | --- | --- | ---- | --- |
| 1    | Stade toulousain T       | 26 | 18 | 1 | 7  | 118 | 52  | 11 | 5  | 891 | 462 | +429 | 90  |
| 2    | Union Bordeaux Bègles C1 | 26 | 17 | 0 | 9  | 98  | 72  | 5  | 5  | 762 | 609 | +153 | 78  |
| 3    | RC Toulon                | 26 | 15 | 0 | 11 | 79  | 68  | 7  | 5  | 680 | 595 | +85  | 72  |
| 4    | Aviron bayonnais         | 26 | 15 | 1 | 10 | 72  | 76  | 2  | 4  | 632 | 650 | -18  | 68  |
| 5    | ASM Clermont             | 26 | 13 | 0 | 13 | 85  | 67  | 6  | 5  | 674 | 627 | +47  | 63  |
| 6    | Castres olympique        | 26 | 13 | 2 | 11 | 69  | 71  | 3  | 4  | 626 | 658 | -32  | 63  |
| 7    | Stade rochelais          | 26 | 13 | 1 | 12 | 75  | 65  | 5  | 3  | 617 | 635 | -18  | 62  |
| 8    | Section paloise          | 26 | 13 | 0 | 13 | 73  | 92  | 4  | 5  | 682 | 719 | -37  | 61  |
| 9    | Montpellier HR           | 26 | 12 | 0 | 14 | 66  | 64  | 3  | 5  | 623 | 609 | +14  | 56  |
| 10   | Racing 92                | 26 | 11 | 2 | 13 | 81  | 83  | 1  | 7  | 710 | 720 | -10  | 56  |
| 11   | Lyon OU                  | 26 | 10 | 2 | 14 | 77  | 84  | 2  | 4  | 675 | 722 | -47  | 50  |
| 12   | Stade français Paris     | 26 | 10 | 0 | 16 | 64  | 92  | 2  | 3  | 597 | 755 | -158 | 45  |
| 13   | USA Perpignan            | 26 | 9  | 2 | 15 | 40  | 72  | 2  | 2  | 469 | 647 | -178 | 44  |
| 14   | RC Vannes P              | 26 | 7  | 1 | 18 | 76  | 115 | 1  | 5  | 661 | 891 | -230 | 36  |

Phase finale
- 1er et 2e : demi-finales
- 3e à 6e : barrages

Relégation en Pro D2 2025-2026
- 13e : match d'accession
- 14e : relégation

Compétitions européennes 2025-2026
- 1er à 8e : phase de poule en Champions Cup
- 9e à 12e : phase de poule en Challenge Cup

Abréviations
- T : Tenant du titre
- C1 : Vainqueur de la Champions Cup 2024-2025
- P : Promu de Pro D2

#### Phase qualificative: évolution du classement de Top 14
Le graphique qui aurait dû être présenté ici ne peut pas être affiché car il utilise l'ancienne extension Graph, désactivée pour des questions de sécurité. Des indications pour créer un nouveau graphique avec la nouvelle extension Chart sont disponibles ici.

#### Affluences en Top 14 et Champions Cup
Affluence à domicile (stade Marcel-Michelin)

### Champions Cup

#### Poule B
| Rang | Club             | J | V | N | D | Bo | Bd | Pm  | Pe  | Diff | Pts |
| ---- | ---------------- | - | - | - | - | -- | -- | --- | --- | ---- | --- |
| 1    | Leinster         | 4 | 4 | 0 | 0 | 2  | 0  | 113 | 54  | +59  | 18  |
| 2    | Stade rochelais  | 4 | 2 | 0 | 2 | 1  | 2  | 98  | 75  | +23  | 11  |
| 3    | Benetton Trévise | 4 | 2 | 0 | 2 | 2  | 1  | 83  | 109 | -26  | 11  |
| 4    | ASM Clermont     | 4 | 2 | 0 | 2 | 2  | 0  | 89  | 81  | +8   | 10  |
| 5    | Bath Rugby       | 4 | 1 | 0 | 3 | 1  | 2  | 102 | 114 | -12  | 7   |
| 6    | Bristol Bears    | 4 | 1 | 0 | 3 | 2  | 1  | 80  | 132 | -52  | 7   |

## Déroulement de la saison

### Matchs amicaux
| Vendredi 23 août 2024 19 h | USON Nevers                                                                                                   | 21 - 52 (21 - 26) | ASM Clermont | Stade du Pré Fleuri, Sermoise-sur-Loire env. 6 000 spectateurs Arbitre : Jean Lespes |
| Vendredi 23 août 2024 19 h | Essai(s) : 3 Jules-Rosette (14e), Derrieux (17e), Rocher (30e) Transformation(s) : 3 Reynolds (14e, 17e, 30e) | Rapport           | Essai(s) : 8 Newsome (5e, 34e), Fainga'a (26e), Fall (40e), de pénalité (44e), Jurand (54e), Jauneau (63e), Tauzin (73e) Transformation(s) : 7 Urdapilleta (5e, 26e, 34e), de pénalité (44e), Belleau (54e, 63e, 73e) Carton(s) jaune(s) : 1 Tauzin | Stade du Pré Fleuri, Sermoise-sur-Loire env. 6 000 spectateurs Arbitre : Jean Lespes |
| Vendredi 23 août 2024 19 h | | Rapport           | | Stade du Pré Fleuri, Sermoise-sur-Loire env. 6 000 spectateurs Arbitre : Jean Lespes |

| Vendredi 30 août 2024 19 h | ASM Clermont                                                                    | 14 - 15 (0 - 5) | RC Toulon                                                                                                   | Stade Jacques-Lavédrine, Issoire env. 4 000 spectateurs |
| Vendredi 30 août 2024 19 h | Essai(s) : 2 Simone (59e), Massa (79e) Transformation(s) : 2 Belleau (59e, 79e) | Rapport         | Essai(s) : 2 Ludlam (5e), Wainiqolo (51e) Transformation(s) : 2 Hervé (5e, 51e) Pénalité(s) : 1 Hervé (80e) | Stade Jacques-Lavédrine, Issoire env. 4 000 spectateurs |
| Vendredi 30 août 2024 19 h |                                                                                 | Rapport         | | Stade Jacques-Lavédrine, Issoire env. 4 000 spectateurs |

### Top 14

#### Phase finale
| Barrage 13 juin 2025 21 h 5 | Aviron bayonnais                                                                                         | 20 - 3 (9 - 3) | ASM Clermont                                                        | Stade Jean-Dauger, Bayonne env. 15 000 spectateurs Arbitre : Tual Trainini |
| Barrage 13 juin 2025 21 h 5 | Essai(s) : 1 Spring (56e) Pénalité(s) : 4 Segonds (19e, 33e), Lopez (61e, 72e) Drop(s) : 1 Segonds (24e) | Rapport        | Pénalité(s) : 1 Urdapilleta (26e) Carton(s) jaune(s) : 1 Bézy (71e) | Stade Jean-Dauger, Bayonne env. 15 000 spectateurs Arbitre : Tual Trainini |
| Barrage 13 juin 2025 21 h 5 | | Rapport        |                                                                     | Stade Jean-Dauger, Bayonne env. 15 000 spectateurs Arbitre : Tual Trainini |

### Champions Cup

#### Matchs de poules
| J1 Samedi 7 décembre 2024 14 h | (bo) ASM Clermont | 28 - 0 (21 - 0) | Benetton Trévise                  | Stade Marcel-Michelin, Clermont-Ferrand 14 641 spectateurs Arbitre : Christophe Ridley (en) |
| J1 Samedi 7 décembre 2024 14 h | Essai(s) : 4 Yato (8e, 74e), Massa (32e, 39e) Transformation(s) : 4 Urdapilleta (9e, 33e, 40e, 75e) Carton(s) jaune(s) : 1 Raka (78e) | Rapport         | Carton(s) jaune(s) : 1 Negri (7e) | Stade Marcel-Michelin, Clermont-Ferrand 14 641 spectateurs Arbitre : Christophe Ridley (en) |
| J1 Samedi 7 décembre 2024 14 h | | Rapport         |                                   | Stade Marcel-Michelin, Clermont-Ferrand 14 641 spectateurs Arbitre : Christophe Ridley (en) |

| J2 Samedi 14 décembre 2024 18 h 30 | Leinster | 15 - 7 (12 - 7) | ASM Clermont                                                                                | Aviva Stadium, Dublin 34 184 spectateurs Arbitre : Luke Pearce |
| J2 Samedi 14 décembre 2024 18 h 30 | Essai(s) : 2 Ringrose (21e), Barrett (25e) Transformation(s) : 1 Prendergast (22e) Pénalité(s) : 1 Prendergast (48e) | Rapport         | Essai(s) : 1 Raka (4e) Transformation(s) : 1 Jauneau (5e) Carton(s) jaune(s) : 1 Yato (47e) | Aviva Stadium, Dublin 34 184 spectateurs Arbitre : Luke Pearce |
| J2 Samedi 14 décembre 2024 18 h 30 | | Rapport         |                                                                                             | Aviva Stadium, Dublin 34 184 spectateurs Arbitre : Luke Pearce |

| J3 Dimanche 12 janvier 2025 18 h 30 | (bo) Bath Rugby | 40 - 21 (21 - 14) | ASM Clermont | The Recreation Ground, Bath 12 335 spectateurs Arbitre : Mike Adamson (en) |
| J3 Dimanche 12 janvier 2025 18 h 30 | Essai(s) : 5 de Glanville (1re), Russell (6e), Cokanasiga (26e), du Toit (48e, 56e), Lawrence (71e) Transformation(s) : 5 Russell (2e, 7e, 27e, 49e, 72e) | Rapport           | Essai(s) : 3 Fainga'a (12e), Belleau (37e), Yato (61e) Transformation(s) : 3 Belleau (12e, 38e, 62e) Carton(s) rouge(s) : 1 Akhaladze (24e) | The Recreation Ground, Bath 12 335 spectateurs Arbitre : Mike Adamson (en) |
| J3 Dimanche 12 janvier 2025 18 h 30 | | Rapport           | | The Recreation Ground, Bath 12 335 spectateurs Arbitre : Mike Adamson (en) |

| J4 Samedi 18 janvier 2025 16 h 15 | (bo) ASM Clermont | 33 - 26 (12 - 0) | Bristol Bears (bo, bd) | Stade Marcel-Michelin, Clermont-Ferrand 17 415 spectateurs Arbitre : Sam Grove-White (en) |
| J4 Samedi 18 janvier 2025 16 h 15 | Essai(s) : 5 Newsome (17e), Raka (39e, 53e), de pénalité (75e), Ceyte (80e+5) Transformation(s) : 4 Belleau (40e, 54e), de pénalité (75e), Urdapilleta (80e+6) Carton(s) jaune(s) : 1 Falgoux (48e) | Rapport          | Essai(s) : 4 de pénalité (48e), Dun (en) (60e), Heward (en) (66e), Marmion (76e) Transformation(s) : 3 de pénalité (48e), Byrne (67e, 77e) Carton(s) jaune(s) : 2 Byrne (16e), Harding (en) (75e) | Stade Marcel-Michelin, Clermont-Ferrand 17 415 spectateurs Arbitre : Sam Grove-White (en) |
| J4 Samedi 18 janvier 2025 16 h 15 | | Rapport          | | Stade Marcel-Michelin, Clermont-Ferrand 17 415 spectateurs Arbitre : Sam Grove-White (en) |

#### Huitième de finale
| 8e de finale 4 avril 2025 21 h | Northampton Saints | 46 - 24 (27 - 10) | ASM Clermont | Franklin's Gardens, Northampton 13 481 spectateurs Arbitre : Andrew Brace |
| 8e de finale 4 avril 2025 21 h | Essai(s) : 7 Smith (19e), Freeman (24e, 30e, 61e), Augustus (40e+2, 47e), Pollock (72e) Transformation(s) : 4 Smith (20e, 40e+3, 48e, 73e) Pénalité(s) : 1 Smith (16e) | Rapport           | Essai(s) : 3 Moala (12e), Raka (50e), Fainga'a (56e) Transformation(s) : 3 Belleau (13e, 51e, 56e) Pénalité(s) : 1 Belleau (5e) Carton(s) jaune(s) : 2 Ceyte (35e), Bézy (40e+2) | Franklin's Gardens, Northampton 13 481 spectateurs Arbitre : Andrew Brace |
| 8e de finale 4 avril 2025 21 h | | Rapport           | | Franklin's Gardens, Northampton 13 481 spectateurs Arbitre : Andrew Brace |

## Sélections internationales

### Jeunes
Durant l'automne 2024, Mathys Belaubre est convoqué avec l'équipe de France des moins de 20 ans pour un stage préparatoire au Tournoi des Six Nations des moins de 20 ans 2025. Début janvier, toujours en vue du Tournoi des Six Nations, Mathys Belaubre ainsi que Baptiste Britz, Antoine Chalus-Cercy et Axel Guillaud sont sélectionnés dans un groupe de 45 joueurs pour préparer la compétition. Pendant le Tournoi, Jean-Yves Liufau est également convoqué. Au cours de la compétition, Baptiste Britz joue deux journées, Jean-Yves Liufau prend part à trois rencontres, Antoine Chalus-Cercy en dispute une tout comme Mathys Belaubre. Les quatre joueurs remportent le Tournoi.
Pour le Championnat du monde junior 2025, quatre Clermontois sont retenus dans un groupe élargi pour préparer la compétition avec l'équipe de France : Mathys Belaubre, Baptiste Britz, Mathéo Frisach et Rémy Lanen. Finalement, seuls Baptiste Britz et Rémy Lanen sont sélectionnés dans le groupe final. Concernant les autres sélections, Victor Ofojetu et Beltrán Ortega sont retenus avec l'Espagne, tandis que Piero Gritti est convoquée par l'Italie. En cours de compétition, le français Mathéo Frisach est finalement convoqué avec les Bleuets à la suite d'un forfait dans l'effectif.
| Joueur               | Poste                                        | Pays       | Tournoi 2025 | CDM 2025 | Sélections (points) |                |                                      |             |  |     |       |
| -------------------- | -------------------------------------------- | ---------- | ------------ | -------- | ------------------- | -------------- | ------------------------------------ | ----------- |  | --- | ----- |
| Joueur               | Poste                                        | Pays       | Tournoi 2025 | CDM 2025 | Sélections (points) | Victor Ofojetu | Deuxième ligne, troisième ligne aile | Espagne -20 |  | Oui | 5 (5) |
| Joueur               | Poste                                        | Pays       | Tournoi 2025 | CDM 2025 | Sélections (points) | Beltrán Ortega | Arrière, Ailier                      | Espagne -20 |  | Oui | 4 (5) |
| Mathys Belaubre      | Centre                                       | France -20 | Oui          | Non      | 1 (0)               |                |                                      |             |  |     |       |
| Baptiste Britz       | Troisième ligne aile, troisième ligne centre | France -20 | Oui          | Oui      | 6 (15)              |                |                                      |             |  |     |       |
| Antoine Chalus-Cercy | Troisième ligne centre                       | France -20 | Oui          | Non      | 1 (0)               |                |                                      |             |  |     |       |
| Mathéo Frisach       | Pilier                                       | France -20 | Non          | Oui      | 0 (0)               |                |                                      |             |  |     |       |
| Axel Guillaud        | Arrière                                      | France -20 | Oui          | Non      | 0 (0)               |                |                                      |             |  |     |       |
| Rémy Lanen           | Deuxième ligne                               | France -20 | Non          | Oui      | 2 (0)               |                |                                      |             |  |     |       |
| Jean-Yves Liufau     | Pilier droit                                 | France -20 | Oui          | Non      | 3 (0)               |                |                                      |             |  |     |       |
| Piero Gritti         | Deuxième ligne, troisième ligne aile         | Italie -20 | Non          | Oui      | 5 (5)               |                |                                      |             |  |     |       |

### Senior
Fin juillet 2024, Bautista Delguy et Marcos Kremer sont convoqués avec l'Argentine dans le cadre du Rugby Championship.
Le 27 octobre, le pilier droit Régis Montagne est convoqué lors de la préparation de la tournée d'automne de l'équipe de France afin de pallier les forfaits de Uini Atonio et de Sipili Falatea. La semaine suivante, Montagne déclare forfait tandis que Léon Darricarrère et Killian Tixeront sont convoqués avec le XV de France. Le Géorgien Giorgi Akhaladze et l'Argentin Bautista Delguy sont également convoqués par leur sélection nationale pour cette échéance,. Après le premier match de la France contre le Japon, Régis Montagne est rappelé pour préparer la rencontre contre la Nouvelle-Zélande. Le 20 novembre, Marcos Kremer, jusque-là forfait pour blessure, est convoqué avec l'Argentine pour le match contre le XV de France.
Le 19 janvier, Killian Tixeront est convoqué en remplacement du Bordelais Louis Bielle-Biarrey afin de préparer le Tournoi des Six Nations 2025. Fin février, Giorgi Akhaladze est convoqué dans le cadre du Championnat d'Europe. Le 2 mars, Régis Montagne est convoqué avec le XV de France en remplacement de l'ancien clermontois Sipili Falatea blessé. Le 16 mars, Giorgi Akhaladze remporte le Championnat d'Europe avec la Géorgie.
Début juin 2025, Michael Alaalatoa est convoqué en équipe des Samoa pour le test match contre l'équipe d'Écosse ainsi que pour préparer la Coupe des nations du Pacifique. À la fin juin, pour la tournée d'été en Nouvelle-Zélande, le XV de France convoque cinq Clermontois : Léon Darricarrère, Alexandre Fischer, Baptiste Jauneau, Régis Montagne et Killian Tixeront. Trois d'entre eux participent notamment à un match avec l'équipe de France A (équipe réserve) contre l'Angleterre XV (équipe réserve) avant la parution de cette liste : Fischer, Jauneau et Tixeront. À la même période, Giorgi Akhaladze est également convoqué en équipe de Géorgie.
| Joueur            | Poste                | Pays      | Compétitions            | Compétitions | Compétitions | Compétitions | Sélections (points) |
| Joueur            | Poste                | Pays      | Rugby Championship 2024 | Test matchs  | Tournoi 2025 | REC 2025     | Sélections (points) |
| ----------------- | -------------------- | --------- | ----------------------- | ------------ | ------------ | ------------ | ------------------- |
| Bautista Delguy   | Ailier               | Argentine | Oui                     | Oui          |              |              | 6 (5)               |
| Marcos Kremer     | Troisième ligne aile | Argentine | Oui                     | Oui          |              |              | 6 (0)               |
| Léon Darricarrère | Centre               | France    |                         | Oui          | Non          |              | 0 (0)               |
| Alexandre Fischer | Troisième ligne aile | France    |                         | Oui          | Non          |              | 2 (0)               |
| Baptiste Jauneau  | Demi de mêlée        | France    |                         | Oui          | Non          |              | 1 (0)               |
| Régis Montagne    | Pilier droit         | France    |                         | Oui          | Oui          |              | 2 (0)               |
| Killian Tixeront  | Troisième ligne aile | France    |                         | Oui          | Oui          |              | 2 (0)               |
| Giorgi Akhaladze  | Pilier gauche        | Géorgie   |                         | Oui          |              | Oui          | 7 (5)               |
| Michael Alaalatoa | Pilier droit         | Samoa     |                         | Oui          |              |              | 1 (0)               |

## Transferts inter-saison 2025

### Arrivées
Le 20 novembre 2024, l'ASM Clermont Auvergne officialise l'arrivée du demi d'ouverture polyvalent international néo-zélandais Harry Plummer à partir de la saison prochaine, en provenance des Blues.
Mi-avril 2025, le club officialise les arrivées des troisièmes lignes centre Pio Muarua et Selevasio Tolofua, du demi de mêlée Lucas Zamora et du centre Alivereti Loaloa à partir de la saison 2025-2026.
Quelques jours plus tard, l'arrivée du deuxième ligne Tevita Ratuva ainsi que celle en prêt pour une saison du demi d'ouverture Tom Raffy sont officialisées. Ces deux dernières recrues clôturent le recrutement de l'ASM Clermont pour la saison 2025-2026.
Le club voit également le pilier droit Giorgi Dzmanashvili revenir de son prêt au Biarritz olympique.

### Départs
Au mois d'octobre 2024, le demi d'ouverture Benjamín Urdapilleta indique vouloir prendre sa retraite à la fin de la saison 2024-2025.
Le 20 novembre, le club de l'USA Perpignan, entraîné par l'ancien entraîneur de l'ASM Clermont Franck Azéma, annonce le recrutement de Peceli Yato et donc son départ de l'ASM Clermont à partir de la saison 2025-2026.
En janvier 2025, le troisième ligne centre Fritz Lee, présent au club depuis 2013, annonce prendre sa retraite à l'issue de la saison.
Courant février, l'Aviron bayonnais annonce le recrutement d'Alexandre Fischer à partir de la saison prochaine.
Le mois suivant, il est annoncé que le directeur de la performance, Vincent Giacobbi, quitte le club à l'issue de la saison. Autre membre de l'encadrement, Didier Retière, directeur du développement sportif du club s'en va également à la fin de son contrat en juin 2025.
Lors du mois de mai, le club anglais des Northampton Saints annonce le recrutement d'Anthony Belleau pour la saison prochaine. À la fin du mois, le club officialise les départs de Jules Bousquet (USON Nevers), Samuel M'Foudi et Oskar Rixen (USON Nevers),. Quelques jours plus tard, Mathys Belaubre est annoncé à l'USON Nevers en prêt.
Le centre italien François Carlo Mey ne revient pas à l'ASM Clermont à l'issue de son prêt au Soyaux Angoulême XV, il s'engage définitivement avec le club charentais. De même pour l'ailier Viliame Tutuvuli, après son passage en tant que joker médical à l'US Dax, il s'engage avec l'US Carcassonne.
Prêté à Provence Rugby durant la saison 2024-2025, le demi de mêlée Kévin Viallard fait son départ définitif du club auvergnat en rejoignant le SO Chambéry.
Le jeune pilier espoir Thomas Duchêne est quant à lui prêté au RC Vannes en Pro D2 pour l'intégralité de la saison.

## Récompenses individuelles
- Top 14 :
  - Membre du XV du mois d'octobre : Killian Tixeront[138].
  - Membre du XV du mois de novembre : Alexandre Fischer, Barnabé Massa, George Moala[139].
  - Membre du XV du mois d'avril : Giorgi Akhaladze, Pita Gus Sowakula, Lucas Tauzin[140].
  - Membre du XV du mois de mai : Alex Newsome[141].